# Юніорська збірна Боснії і Герцеговини з хокею із шайбою
Юніорська збірна Боснії і Герцеговини з хокею із шайбою  — національна юніорська команда Боснії і Герцеговини, що представляє країну на міжнародних змаганнях з хокею із шайбою. Опікується командою Федерація хокею на льоду Боснії і Герцеговини, команда тричі брала участь у чемпіонаті світу з хокею із шайбою серед юніорських команд.

## Результати

### Чемпіонати світу з хокею із шайбою серед юніорських команд
- 2003 — 3 місце Дивізіон ІІІ, Група В
- 2004 — 7 місце Дивізіон ІІІ
- 2005 — 2 місце Дивізіон ІІІ, кваліфікація
- 2022 — 1 місце Дивізіон ІІІ, Група В
- 2023 — 5 місце Дивізіон ІІІ, Група А
- 2024 — 6 місце Дивізіон ІІІ, Група А
- 2025 — 4 місце Дивізіон ІІІ, Група В